# Alibaba Group
Alibaba Group (em português, 'Grupo Alibaba') é um grupo de empresas de propriedade privada, com sede em Hangzhou, China, cujos negócios são baseados em e-commerce, pela Internet, e incluem sites de business-to-business, vendas no varejo e pagamentos online, um motor de busca para compras e serviços de computação na nuvem.
Seu fundador, Jack Ma, é o maior investidor individual do Grupo. Com 9% das ações transformou o site num colosso mundial, maior que as potências americanas HP e eBay. Hoje, com 250 milhões de compradores ativos na China, é responsável por 60% do volume de entregas no país. 
Em 2017, a marca Alibaba foi eleita a terceira marca chinesa com maior presença global, segundo o ranking BrandZ, atrás apenas da Lenovo (1.º lugar) e Huawei.

## História
A empresa começou em 1999 com o site web Alibaba.com, com um serviço business-to-business para conectar os fabricantes chineses com compradores estrangeiros. Seu portal consumer-to-consumer Taobao, semelhante ao eBay, apresenta cerca de um bilhão de produtos e é um dos 20 sites mais visitados no mundo. Os sites do Alibaba Group representam mais de sessenta por cento da parcela de entregas na China. A empresa foi fundada no quarto de um apartamento de Jack Ma.
O Alipay, um serviço de depósito de pagamento online, é responsável por cerca da metade de todas as transações de pagamento online na China. A grande maioria desses pagamentos ocorre usando os serviços do Alibaba. A partir de 25 de setembro de 2013, a empresa esteve em busca de uma oferta pública inicial de ações nos Estados Unidos, depois que um acordo não pôde ser alcançado com reguladores de Hong Kong. Em 2012, dois sites do Alibaba juntos movimentaram cerca de 170 bilhões de dólares em vendas, mais do que os concorrentes eBay e Amazon.com, juntos. A empresa atua principalmente na República Popular da China, e em março de 2013 foi estimado pela revista The Economist, uma avaliação de 55 bilhões para mais de 120 bilhões de dólares.
Em setembro de 2014, a empresa estreou na Bolsa de Valores de Nova Iorque.
Em 2 de julho de 2018, Alibaba assinou parceria com o grupo francês Bollore. A aliança abrange serviços de computação em nuvem, energia limpa, logística e outras áreas como novas tecnologias digitais e inovação.

## Principaissitesdo grupo
- Alibaba - B2B por atacado internacional.
- AliExpress - atacado e varejo para pessoas físicas e empresas internacionais.
- Taobao - atacado e varejo para pessoas físicas e empresas na China.